# 小平市コミュニティバス

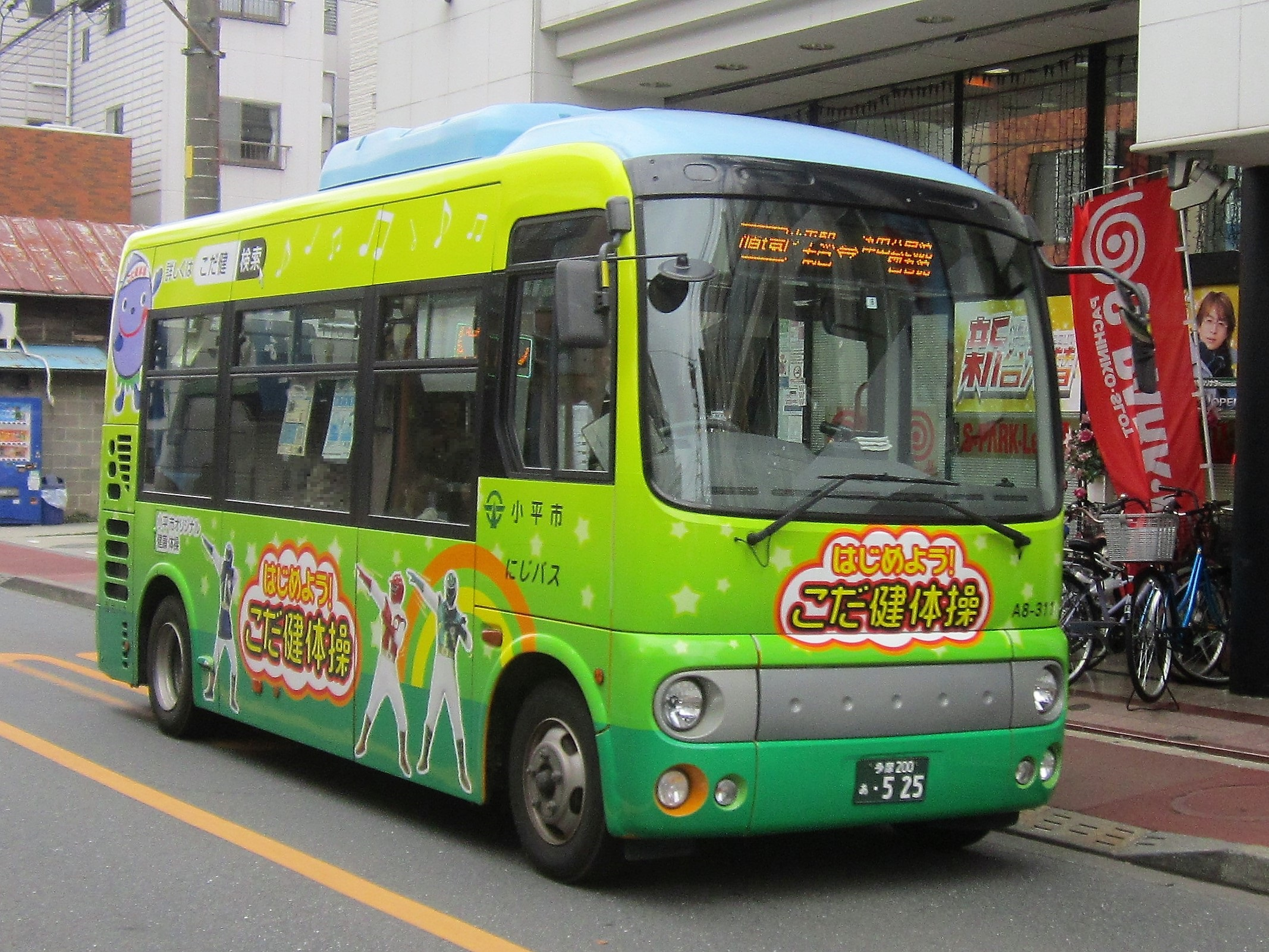
市のオリジナル健康体操「こだ健体操」のラッピング車両
（日野・ポンチョ、A8-311号車）

小平市コミュニティバス（こだいらしコミュニティバス）は、東京都小平市が運行するコミュニティバス。愛称は「にじバス」。西武鉄道小平駅を起終点とし、一橋学園駅を経由する循環経路の1路線のみを運行している。西武バス小平営業所に運行を委託している。
また小平市は2009年から、乗合タクシーの小平市コミュニティタクシー「ぶるべー号」も運行している。

## 歴史
- 2004年1月18日 - 試行運行を開始。
- 2020年2月14日 - にじバスの利用者数が、2020年2月中に400万人に到達する見込みとなるのを受けて、にじバス乗車400万人達成記念事業（乗車400万人達成記念セレモニー、「未来のにじバス」絵画展の開催、乗車400万人達成記念1日乗車券の発売）実施予定[1][2]。

## 運賃・乗車券類
- 運賃は大人（中学生以上）150円、こども（小学生）80円、未就学児は無料。
- 東京都シルバーパス・定期券は利用できない。
- 2008年9月1日の車両入れ替えにより、PASMO・SuicaなどのICカードも利用可能になった（バス得ポイント対象）。
- 小平市コミュニティタクシーと共通使用できる回数券（大人・こども共に10回分の金額で11回分乗車可能）、一日乗車券（大人400円・こども200円）が発売されている。
  - かつてはバス共通カードが利用可能であった。

## 路線

### 現行路線
- 小平駅南口→ルネこだいら→ルネ小平南→小平駅西通り→緑川通り→小平駅入口→仲町公民館→第一中学校→都営学園東町アパート→学園野鳥公園→学園中央通り→東町→一橋学園駅→学園駅前郵便局→学園西町→小平中央公民館→小平商工会館→山王住宅→四小通り→津田公民館・図書館→都営津田町アパート→鎌倉街道公園→学園西町二丁目→学園西町地域センター都営学園西町アパート南学園駅前郵便局→一橋学園駅→学園東小西通り→学園東町地域センター→学園東小学校→学園東小東→あかしあ通り→小平駅入口→仲町→ルネこだいら→小平駅南口
  - 「津田公民館・図書館」停留所始終発便あり。
  - 「津田公民館・図書館」発の午前7:00〜8:30発便のみ、下記ルートに迂回変更される。

〜（前略）学園東小西通り→学園東小学校南→学園野鳥公園北→学園三丁目→学園東小学校（後略）〜

### 運行間隔・ダイヤ
- 毎日運行。小平駅南口発7:00から19:00まで、20分間隔で運行される。
  - 小平駅南口発および津田公民館・図書館発の19:00発が最終便となる。
  - 小平駅南口8:20発の1便のみ、8:25発に変更となりダイヤは5分ずれる。

## 車両
- 車椅子利用者などに配慮し、にじバス専用塗装のノンステップバスを使用している。
- 運行開始時には輸入小型ノンステップバスのクセニッツ・CITY-I（2003年式）を3台導入したが、2008年の車両入れ替えにより日野・ポンチョ3台（ショートボディ）に置き換えられた。
- 車両点検時は、西武カラーの日野・ポンチョ（ちょこバス・グリーンバスとの共通予備車）が代走に入る。

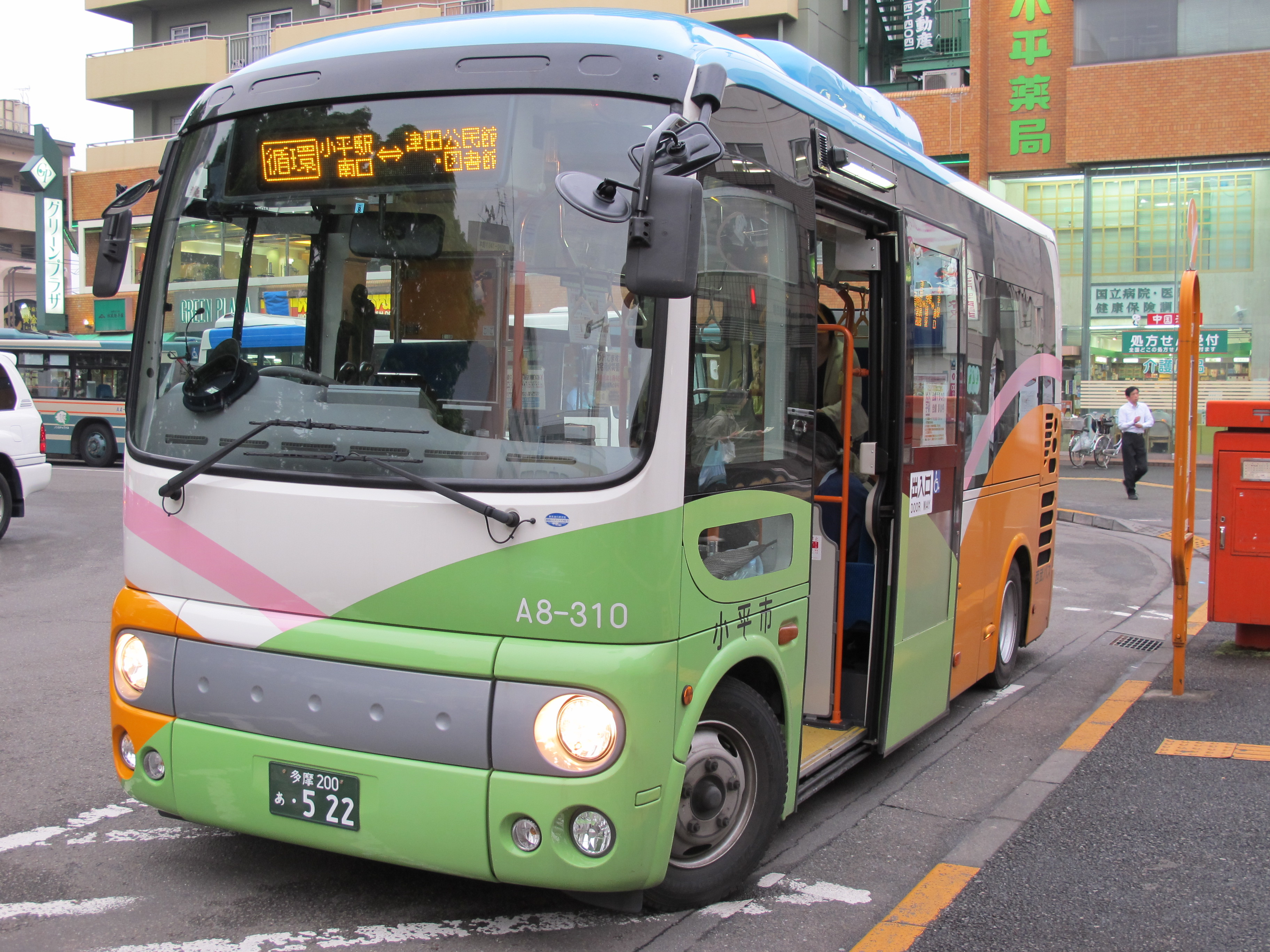
2008年に導入された日野・ポンチョ 当初は初代車両のカラーリングを引き継いだ（A8-310号車）
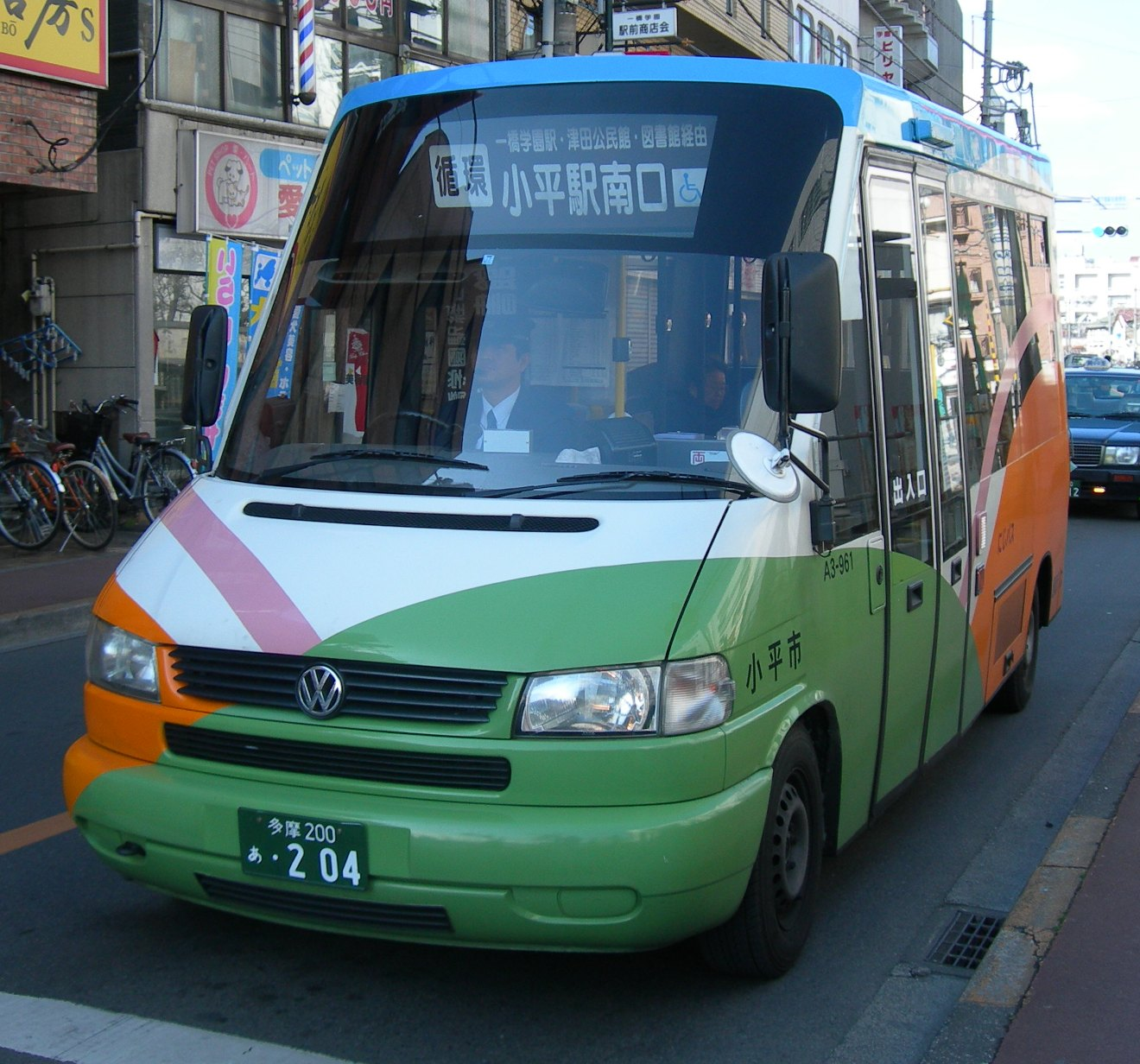
初代車両のクセニッツ・CITY-I 初代にじバスカラーのA3-961号車（除籍済）
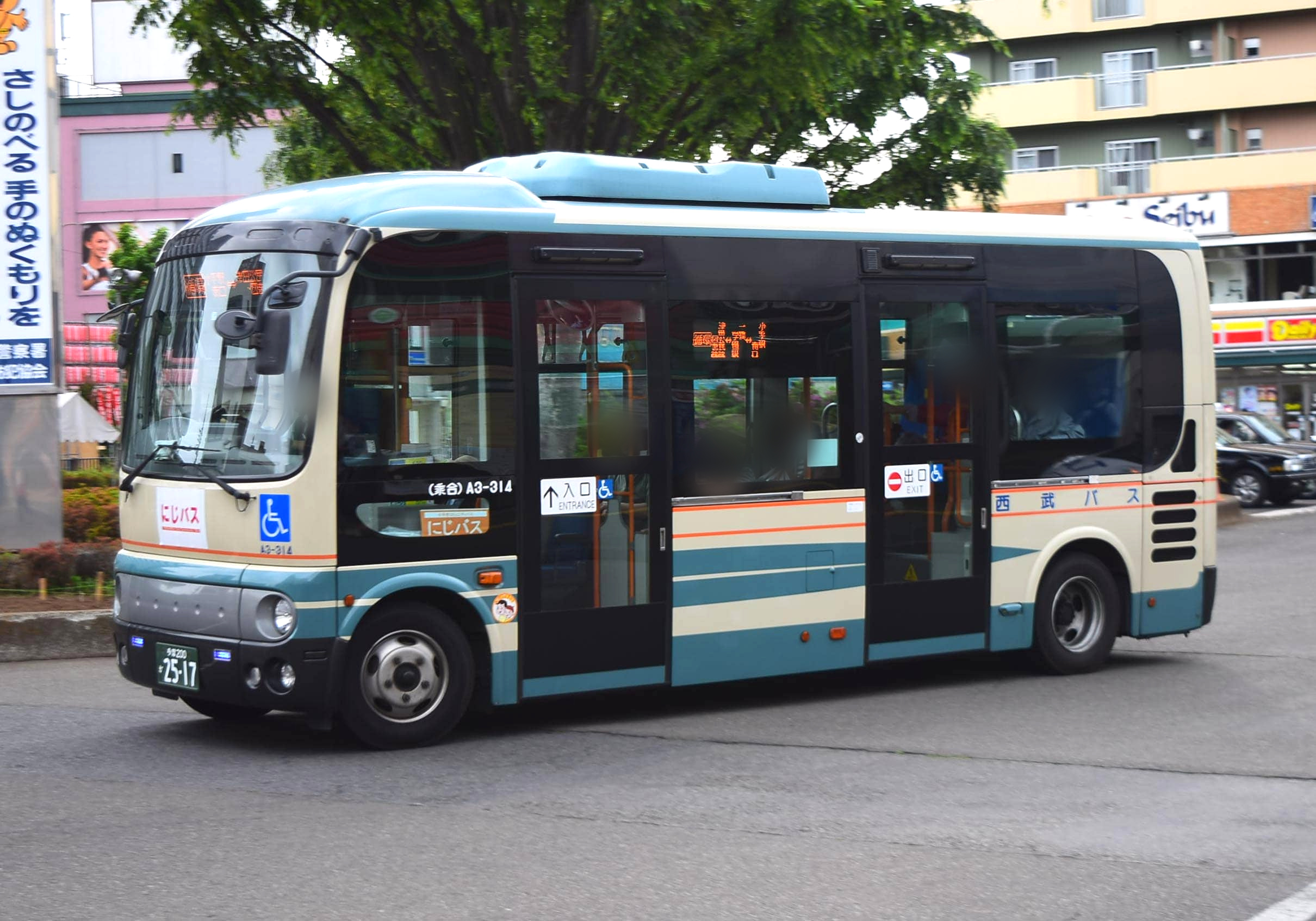
車両点検時などに代走する西武バスカラーの共通予備車（日野・ポンチョ、A3-313号車）

## 参考資料
- 『ぶるべー号通信第7号』小平市、2014年（平成26年）11月発行、2015年3月19日閲覧